# Paraleptophlebia adoptiva
Paraleptophlebia adoptiva is een haft uit de familie Leptophlebiidae. De wetenschappelijke naam van de soort is voor het eerst geldig gepubliceerd in 1929 door McDunnough.
De soort komt voor in het Nearctisch gebied.